# Liste des gouverneurs actuels des régions camerounaises
Cette page dresse la liste des gouverneurs actuels des 10 régions camerounaises.

## Gouverneurs 2024
| Region       | Nom                           | Depuis 1991  |
| ------------ | ----------------------------- | ------------ |
| Adamawa      | Kildadi Taguieke Boukar       | Octobre 2015 |
| Centre       | Paul Naseri Bea               | 31 mars 2017 |
| Est          | Grégoire Mvongo               | Octobre 2015 |
| Extrême-Nord | Midjiyawa Bakary              | Juin 2014    |
| Littoral     | Samuel Dieudonné Ivaha Diboua | Octobre 2015 |
| Nord         | Abate Edi`i Jean              | Juin 2014    |
| Nord-Ouest   | Adolphe Lele Lafrique         | Mars 2012    |
| Ouest        | Augustine Awa Fonka           | Juin 2014    |
| Sud          | Felix Nguele Nguele           | Octobre 2015 |
| Sud-Ouest    | Bernard Okalia Bilai          | Mars 2012    |